# Desintegració del protó
En física de partícules, la desintegració de protons és una forma teòrica de desintegració radioactiva d'un protó.
Segons la teoria, el protó es desintegra en partícules subatòmiques, usualment un pió neutre i un positró. Fins al moment, la desintegració de protons no ha estat observada, ni hi ha evidència que existeixi.
En el model estàndard, els protons (un tipus de barió), són teòricament estables a causa del fet que el nombre bariònic es conserva aproximadament. Això significa que no es desintegra donant origen a altres partícules, perquè el protó és el barió més petit (i, per tant, menys energètic).
Algunes  teories del camp unificat basades en el model estàndard trenquen explícitament la simetria del nombre bariònic permetent que el protó decaigui en nous bosons x.

## Bariogènesi
Un dels problemes excepcionals als quals intenta buscar una explicació la física moderna és l'excessiu predomini de matèria respecte a l'antimatèria en l'univers. L'univers, en conjunt, té una densitat de nombre bariònic diferent de zero.
Atès que s'assumeix en cosmologia que les partícules que veiem es van crear utilitzant la mateixa física que mesurem avui, s'esperava normalment que el nombre bariònic total fos zero, ja que la matèria i antimatèria s'haurien d'haver creat en quantitats estrictament iguals. Això va produir que es proposessin diversos mecanismes que trenquen la simetria sota certes condicions a favor de la creació de matèria (respecte a l'antimatèria). Aquest desequilibri hauria estat excepcionalment petit, de l'ordre d'1 a 10 10  (10 mil milions) durant el primer segon després del big-bang. Però, després que la majoria de la matèria i antimatèria es varen aniquilar recíprocament, va quedar un excedent de matèria bariònic en l'univers actual, juntament amb un nombre major de bosons.